# Длинные стены
Длинные стены (др.-греч. Μακρά Τείχη) — в Древней Греции фортификационные сооружения, соединявшие город, расположенный на расстоянии от моря, с его портом, или портами. Благодаря этому горожане могли выдерживать длительные осады с суши, имея возможность поставлять продовольствие и другие товары морем.
Коринф соединялся длинными стенами с Лехеем, Афины — с Пиреем и Фалероном. Мегарцы, с помощью афинян, построили стены между Мегарами и Нисеей, аргивяне — между Аргосом и Темением. Собственные «длинные стены» были также в Патры и Миляс. В трудах Прокопия Кесарийского упоминаются Длинные стены на Херсонесе Фракийском. Самыми известными «Длинными стенами» являются афинские. Стену строили в основном рабы, но работали и свободные граждане

## Длинные стены в Афинах
В Древних Афинах грандиозными Длинными стенами (26 километров) соединили город и морской порт в Пирее по совету Фемистокла в 461—456 гг. до н. э., во времена правления Перикла, после нашествия персов под предводительством Ксеркса. Третьей стеной соединили Афины с демом Фалер. Внутри укреплённого района могло укрыться всё население Аттики. Во время Пелопоннесской войны (431—404 гг. до н. э.) Длинные стены не позволили спартанцам отрезать Афины от морских поставок, превратив город в неприступную крепость.
Длинные стены в Афинах были впервые разрушены после поражения афинян в войне. Установленный спартанцами в Афинах олигархический режим «тирании тридцати» в 403 году до н. э. был свергнут демократами, возглавляемыми Фрасибулом. Афины умело использовали противоречия, возникшие между Спартой и Персией, а стараниями стратега Конона Афины снова получили возможность создать собственный флот. Разрушенные Длинные стены между Афинами и Пиреем были восстановлены в 393 году до н. э.
Окончательно Длинные стены в Афинах разрушил в 86 году до н. э. римский полководец Луций Корнелий Сулла. Доныне сохранились лишь фрагменты.

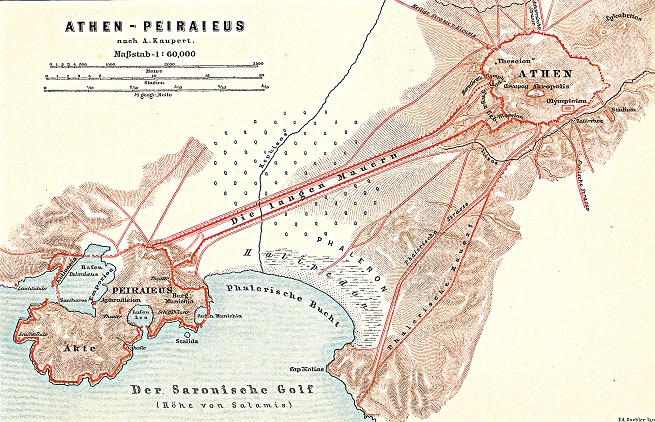
«Длинные стены» между Афинами и Пиреем
Карта окрестностей античных Афин

## Мегарские длинные стены
В Мегарах длинные стены начали строить вскоре после 460 г. до н. э., когда город вышел из состава Пелопоннесского союза и обратился за помощью к афинянам. Собственно, самим строительством занимались афиняне. Стены выдержали многолетнюю осаду во время войны с Коринфом и Спартой, однако для самих горожан стали своеобразным символом афинской оккупации, тем более, что после разрыва отношений с Афинами их гарнизон задержался в Нисее и оставил её только после заключения 30-летнего мира (446 г. до н. э.).
С началом Пелопоннесской войны стены защищали мегарян уже от самих афинян. И хотя те сами их строили, взять штурмом творение своих рук не смогли. Лишь в 424 году до н. э. результате заговора афинский отряд попал внутрь — но лишь потому, что ему открыли ворота. После этого стены были разрушены местными жителями с помощью спартанцев.
В 340 г. до н.э, остерегаясь Филиппа Македонского, который в то время находился с войском в Фокиде, мегарцы вновь обратились за помощью к афинянам. Те прислали отряд под предводительством Фокиона, который помог восстановить длинные стены. В 307 до н. э. Деметрий Полиоркет взял Мегары штурмом и разрушил стены — теперь уже навсегда.

## Длинная стена на Херсонесе Фракийском
«Длинная стена» на Херсонесе Фракийском была построена греками для защиты от материковых фракийцев. По Геродоту тиран Мильтиад, сын Кипсела отделил Херсонесский перешеек стеной от города Кардия до города Пактия длиной 36 стадий.